# Lista över ledamöter av Sveriges riksdags andra kammare 1957–1958
Ledamöter av Sveriges riksdags andra kammare 1957–1958.
Ledamöterna invaldes vid andrakammarvalet 16 september 1956, men nyinvalda tillträdde sina riksdagsplatser först 1957. Mandatperioden blev förkortad på grund av nyvalet 1 juni 1958.

## Stockholms stad
- Elis Håstad, professor statskunskap, h
- Elsa Ewerlöf, fru, h
- Ernst Ahlberg, ombudsman, h
- Gunnar Heckscher, professor, h
- David Svenungsson, komminister, h
- Bertil Ohlin, professor nationalekonomi, statsråd, fp
- Gerda Höjer, ombudsman, fp
- Gustaf Kollberg, direktör ICA, fp
- Einar Rimmerfors, socialsekreterare,  fp
- Folke Nihlfors, aktuarie, fp
- Martin Larsson, möbelsnickare, fp
- Olle Dahlén, sekreterare, fp
- Lennart Eliasson, stadsfiskal, fp
- Tage Erlander, s
- Torsten Nilsson, partisekreterare SAP, s
- Nancy Eriksson, fru, s
- Sture Henriksson, ombudsman, s (avled 1957)
- Hans Gustafsson, metallarbetare, s
- Sigrid Ekendahl, ombudsman, s
- Hans Hagnell, fil. lic., s
- Stellan Arvidsson, rektor, s
- Inga Thorsson, fru, s
- Hilding Hagberg, redaktör Ny Dag, k
- Gustav Johansson, chefredaktör Ny Dag, k

## Stockholms län
- Jarl Hjalmarson, direktör, h
- Lennart Stiernstedt, godsägare, h
- Ulla Lidman-Frostenson, fru, h
- Gunnar Helén, redaktör, fp
- Margit Vinge, aktuarie, fp
- Hjalmar Åhman, hemmansägare, fp
- Augustinus Keijer, redaktör, fp
- Eskil Eriksson, f.d. lantarbetare, s
- Arthur Sköldin, metallarbetare, s
- Sven Hedqvist, metallarbetare, s
- Gunnel Olsson, folkskollärare, s
- Carl-Erik Johansson, parkförman, s
- Erik Karlsson, redaktör, k

## Uppsala län
- Henrik Munktell, professor, h
- Edvin Jacobsson, lantbrukare, fp
- John Lundberg, ombudsman SAP, s
- Ragnar Edenman, fil. dr, s
- Eivor Wallin, fru, s

## Södermanlands län
- Carl-Eric Hedin, lantbrukare, h
- Sven Wedén, disponent, fp
- Karl Kilsmo, lantbrukare, fp
- Ossian Sehlstedt, chefredaktör, s
- Gustaf Larsson, sågverksarbetare, s
- Ellen Svedberg, fru, s
- Ragnar Ekström, hemmansägare, s

## Östergötlands län
- Martin Skoglund, lantbrukare, h
- Karin Wetterström, fröken, h
- Einar Gustafsson, bf
- Gustav Boija, överingenjör,  fp
- Sigvard Rimås, lantbrukare, fp
- Fridolf Thapper, metallarbetare, s
- Ingemar Andersson, redaktör, s
- Sven Persson, lantarbetare, s
- Astrid Bergegren, kontorist, s
- Rune Johansson i Norrköping, ombudsman, s
- Oscar Franzén, metallarbetare, s

## Jönköpings län
- Torgil von Seth, greve, fideikommissarie, h
- Carl-Wilhelm Lothigius, hemmansägare, h
- John Pettersson, lantbrukare, bf
- Yngve Hamrin, chefredaktör, fp
- Henning Carlsson, charkuteriarbetare,  s
- Harald Almgren, metallarbetare, s
- Anders Forsberg, ombudsman, s
- Karl Rask, fabrikör, s

## Kronobergs län
- Erik Magnusson, hemmansägare, h
- Fridolf Jansson, hemmansägare, bf
- Erik Strandh, revisor, fp
- Hjalmar Gustafson, lantbrukare, s
- Fritz Persson, ombudsman SAP, s

## Kalmar län
- Einar Haeggblom, lantbrukare, h
- Sven Svensson, lantbrukare, h
- Fritz Börjesson, hemmansägare, bf
- Mac Hamrin, lantmätare, fp
- Tekla Torbrink, fru, s
- Eric Johanson, typograf, s
- Stig Alemyr, rektor, s

## Gotlands län
- Per Svensson, lantbrukare, bf
- Johan Ahlsten, lantbrukare, fp
- Bengt Arweson, fiskare, s

## Blekinge län
- Hans Wachtmeister, godsägare, h
- Pehr Johnsson i Kastanjegården, lantbrukare, fp
- Thure Andersson, metallarbetare, s
- Eric Karlsson, rörmontör, s
- Thyra Löfqvist, fru, s

## Kristianstads län
- Jöns Nilsson, fruktodlare, h
- Gösta Darlin, direktör, h
- Sam Norup, lantbrukare, bf
- Filip Kristensson, köpman, fp
- Arvid Nilsson, sågverksarbetare, fp
- Gunnar Engkvist, målarmästare, s
- Karl Jönsson, f.d. lantarbetare, s
- Etty Eriksson, fru, s

## Fyrstadskretsen
- Jean Braconier, redaktör, h
- Eva Karlsson politiker, folkskollärare, h
- Carl Göran Regnéll, h
- Carl Christenson, köpman, fp
- Sigfrid Löfgren, disponent, fp
- Einar Henningsson, ombudsman, s
- Gösta Netzén, chefredaktör Arbetet, s
- Folke Jönsson, målare, s
- Erik Adamsson, expeditör, s
- Eric Svenning, redaktör, s
- Johannes Blidfors, seminarielärare, s
- Hugo Bengtsson, plåtslagare,  s

## Malmöhus län
- Eric Nilsson, agronom, h
- Nils G. Hansson i Skegrie, lantbrukare, bf
- Nils Persson, lantbrukare, fp
- Eric Nelander, underinspektör, fp
- Per Edvin Sköld, f.d. minister, s
- Axel Landgren, lantarbetare, s
- Hans Levin, fiskare, s
- Mary Holmqvist, fru, s

## Hallands län
- Gustaf Nilson, godsägare, h
- Anders Pettersson, lantbrukare, bf
- Nils Nestrup, adjunkt, fp
- Tore Bengtsson, ombudsman, s
- Ingemund Bengtsson, ombudsman, s

## Göteborg
- Bengt Bengtsson, direktör, h
- Stina Wallerius, sekreterare, h
- Bertil von Friesen, läkare, fp
- Sven Gustafson, bankkamrer, fp
- Carl Schmidt, civilingenjör, fp
- Brita Elmén, inspektris, fp
- Ture Königson, verkstadsarbetare, fp
- Elisabeth Sjövall, läkare, s
- Olof Nilsson, trafikinspektör Göteborgs spårvägar, s
- Jerker Svensson, förbundsordförande, s
- Olof Andreasson, linjearbetare, s
- Knut Senander, f.d. tulltjänsteman, k

## Bohuslän
- Ernst Staxäng (tidigare Olsson), lantbrukare, h
- Carl Olof Carlsson, lantbrukare, bf
- Waldemar Svensson, agronom, fp
- Olof Johansson, fiskare, fp
- Gösta Andersson, pappersbruksarbetare, s
- Carl Johansson, lantbrukare, s
- Einar Dahl, överlärare, s

## Älvsborgs läns norra
- James Dickson, godsägare, h
- Axel Rubbestad, statsråd, bf
- Bengt Sjölin, överingenjör, fp
- Sven Antby, lantbrukare, fp
- Patrik Svensson, boktryckare, s
- Artur Lundqvist, maskinist, s

## Älvsborgs läns södra
- Tage Magnusson, disponent, h
- Hans Nyhage, folkskollärare, h
- Axel Gustafsson, pastor, fp
- John Ericsson i Kinna, statsråd, s
- Einar Andersson i Hyssna, lantbrukare, s

## Skaraborgs län
- Rolf Eliasson, lantmästare, h
- Einar Setterberg, handlare, h
- Johannes Onsjö (tidigare Johansson), lantbrukare, bf
- Oscar Malmborg, folkskollärare, fp
- Harry Carlsson, fabrikör, fp
- Walter Sundström, folkskollärare, s
- Nils Odhe, lantarbetare, s
- Lisa Johansson, barnavårdsman, s

## Värmlands län
- Leif Cassel, lantbrukare, h
- Harry Wahrendorff, ombudsman, bf
- Manne Ståhl, redaktör Karlstads-Tidningen, fp
- Arthur Widén, lantbrukare, fp
- Harald Hallén, prost, s
- Gustaf Nilsson, stadsbibliotekarie, s
- August Spångberg, järnvägsman, s
- Arvid Andersson i Gunnarskog, småbrukare, s
- Viola Sandell, fröken, s

## Örebro län
- H. Nordqvist, direktör, h
- Karl Andersson i Björkäng, småbrukare, s
- Ruben Swedberg, pastor, fp
- Erik Brandt, pappersbruksarbetare, s
- Henry Allard, annonschef, s
- Göran Pettersson, metallarbetare, s
- Lena Renström-Ingenäs, folkskollärare, s

## Västmanlands län
- Dag Edlund, major, h
- Sven Vigelsbo, lantbrukare, bf
- Olov Rylander, borgmästare Västerås, fp
- David Hall, ombudsman SAP, s
- Hernfrid Bark, folkskollärare, s
- Ernst Jacobsson, rådman, s
- Rosa Svensson, fru, s

## Kopparbergs län
- Birger Gezelius, advokat, h
- Robert Jansson, lantbrukare, bf
- Olof Hammar, rektor, fp
- Johan Ågren, köpman, fp
- Erik Östrand, järnbruksarbetare, s
- Elsa Lindskog, fru, s
- Sven Mellqvist, s
- Torsten Fredriksson, gruvarbetare, s
- Olof Persson, skogsarbetare, s

## Gävleborgs län
- Gerhard Nilsson, glasmästare, h
- John Eriksson i Bäckmora, ombudsman, bf
- Nils Stenberg, köpman, fp
- Edith Liljedahl, distriktssköterska, fp
- Adolv Olsson, chef Statens byggnadslånebyrå, s
- Sigurd Lindholm, ombudsman SAP, s
- Einar Asp, åkeriägare, s
- Erik Severin, ombudsman, s
- Henning Nilsson, ombudsman, k

## Västernorrlands län
- Nils Fröding, häradshövding, h
- Gunnar Hedlund, VD, bf
- John R. Andersson i Sundsvall, folkskollärare, h
- Oscar Andersson i Långviksmon, lantbrukare, fp
- Erik Norén, jordbrukare, s
- Lars Jonsson, f.d. skogsarbetare, s
- Harald Kärrlander, ombudsman, s
- Alf Andersson, sulfitarbetare, s
- Bernhard Sundelin, f.d. skogsarbetare, s

## Jämtlands län
- Nils Agerberg, agronom, h
- Elias Jönsson, hemmansägare, fp
- Sigfrid Jonsson, skogsarbetare, s
- Helge Lindström, lantbrukare, s
- Birger Nilsson, ombudsman, s

## Västerbottens län
- Carl Östlund, lantbrukare, h
- Jan-Ivan Nilsson, hemmansägare, c
- Ragnhild Sandström, folkskollärare, fp
- Henning Gustafsson, kommunalarbetare, fp
- Gösta Skoglund, folkskollärare, s
- Oscar Åkerström, sliperiarbetare, s
- Uddo Jacobson, f.d. handlande, s

## Norrbottens län
- Märta Boman, fru, h
- Harald Larsson, skogsinspektor, bf
- John Löfroth, bokhållare, fp
- Ivar Jansson, folkskollärare, s
- Olof Wiklund, sågverksarbetare, s
- Ragnar Lassinantti, s
- Annie Jäderberg, fru, s
- Helmer Holmberg, chefredaktör Norrskensflamman, k